# Horbakiv, Hoșcea
Horbakiv (în ucraineană Горбаків) este localitatea de reședință a comunei Horbakiv din raionul Hoșcea, regiunea Rivne, Ucraina.

## Demografie
Componența lingvistică a localității Horbakiv
     Ucraineană (98,97%)
     Alte limbi (1,03%)
Conform recensământului din 2001, majoritatea populației localității Horbakiv era vorbitoare de ucraineană (98,97%), existând în minoritate și vorbitori de alte limbi.